# Светодиоден дисплей
 Тази статия е за дисплеи, изпълнени със светодиоди (LED).  За дисплей с течни кристали (LCD) вижте Течнокристален дисплей.  
Светодиодният дисплей / екран (на английски: LED display) е плосък дисплей, който използва светодиоди като пиксели. Основното им приложение е в телевизорите, но имат и редица други приложения. Яркостта на светене на светодиодите позволява те да се използват на дневна светлина за табели на магазини и билборди. От няколко години насам се използват масово и за информационните табели, показващи маршрута и друга информация в градския транспорт. Светодиодните дисплеи могат да служат и за източник на светлина. Също се ползват за осветяване на сцени и други декоративни цели.

## История
Първият плосък телевизионен екран изцяло базиран на светодиоди навярно е бил разработен, демонстриран и документиран от Джеймс П. Мичъл през 1977 г. Модулният дисплей първоначално е съдържал стотици MV50 светодиоди и нова за времето транзистор-транзистор логика (TTL) за адресиране на памет по верига, предоставена от Texas Instruments. Прототипът с дебелина 6,35 mm и документацията за него са били представени на 29-ото международно изложение за наука и техника на интел (ISEF expo), състояло се във Вашингтон през май месец, 1978 г. Получил е награди на НАСА и Дженеръл моторс. Разработка за течнокристален дисплей (LCD) също е присъствала в документацията с алтернативната технологията: x-y сканиране. Допълнително признание за изобретението е дадено от образователната фондация Westinghouse „Honors Group“, а документацията става една от подбраните научни статии в академията на науките на Университета в Северна Айова. Идеята е била да стане бъдеща алтернатива за телевизионен екран. Заменянето на старата над 70-годишна аналогова технология (с високо напрежение) – електроннолъчева (катоднолъчева) тръба (ЕЛТ) с дигитална и x-y сканирането е голямо постижение. Също така изкарването от употреба на електромагнитната система за сканиране прави ненужни индуктивната дефлекция и съсредоточаващите вериги за цвят и електронни лъчи. Дигиталната x-y система за сканиране допринася за това днешните телевизори да се „свият“ до съвременния си плосък формат.
Моделът от 1977 г. е бил монохроматичен. Ефективните сини светодиоди следва да се появят след едно десетилетие. Големите матрици днес използват светодиоди с голяма яркост за да могат да представят широк спектър от цветове. Отнело е на Sony три десетилетия и появата на органични светодиоди за да представят първият OLED телевизор – Sony XEL-1 OLED, през 2009 г. По-късно на CES 2012 Sony представят Crystal LED. Телевизор с изцяло светодиодна матрица – в него светодиодите се използват, за да възпроизведат самата картина (като пиксели), a не като подсветка зад друга матрица – най-често с течен кристал (LCD). Такива често се рекламират невярно като телевизори с LED матрица.
Финалния мач на шампионска лига 2011 между Манчестър Юнайтед и Барселона е бил излъчен на живо в 3D формат в Гьотеборг (Швеция). Екрана, на който се е излъчвал финала, е на EKTA и има скорост на опресняване 100 Hz, диагонал 7.11 m. С тези характеристики е включен в книгата Световни рекорди на гинес като най-големия 3D LED телевизионен екран.

## Производители
Най-големият производител на LED екрани е базираната в Шънджън – Китай, фирма Leyard Optoelectronic.

## Дисплеи с органични светодиоди
Разновидност на светодиодните са дисплеите с органични светодиоди (на английски: Organic Light Emitting Diode, OLED). Технологията OLED има две много съществени отличия от LCD: използваният материал (органични съединения), и принципът на изобразяване (автономно излъчване на светлина). Предимството на тази технология се състои в това, че не е необходима подсветка на матрицата отзад, а всеки пиксел сам излъчва светлина, като отделните пиксели са OLED диоди. Яркостта на светене се определя от тока, подаден към диода.
Органичните светоизпускащи дисплеи са съставени от групи тънки слоеве (дебели около 100 nm), разположени между катод и анод. По принцип за подложка се ползва стъкло, покрито с прозрачен токопроводящ оксид, като той служи за анод. Следва слоят от органични токопроводящи материали, а накрая е неорганиченият катод. Сред ключовите предимства на органичната луминесценция са: химически променлив състав на светоизпускащите диоди, което позволява производството на всички цветове, включително и бяло; възможността да се използват изключително тънки и гъвкави подложки за постигане на високо качество на картината и т.н. Сред недостатъците е по-малкото време на живот
В OLED технологията се различават 2 групи от материали. В първата влизат материали с ниско молекулно тегло, наричани small-molecule (SM) OLED. Такива дисплеи са представени за пръв път от доктор Чинг Танг в лабораториите на Kodak през 1987. Базираните на полимери OLED-и (PLED) са основани на дълги полимерни вериги.